# Подіш
Подіш (рум. Podiș) — село у повіті Бакеу в Румунії. Входить до складу комуни Мерджинень.
Село розташоване на відстані 246 км на північ від Бухареста, 16 км на захід від Бакеу, 89 км на південний захід від Ясс, 136 км на північний схід від Брашова.

## Населення
За даними перепису населення 2002 року у селі проживали 540 осіб, усі — румуни. Усі жителі села рідною мовою назвали румунську.